# 刺客新傳之殺人者唐斬
刺客新傳之殺人者唐斬，为鍾少雄執導的電影，于1993年上映。溫瑞安小說《殺人者唐斬》改編而成。 

## 劇情介紹
唐保家（張豐毅 飾）是一名英俊正直的平民青年，迫于家長壓力和殘酷的現實，與心愛的女子路遙（關之琳 飾）私奔，卻不料因此被抓了起來，被判極刑。當朝奸佞魏忠賢正在組織自己的殺手隊伍，專門挑選含冤含恨且身強體壯的囚犯，最終唐保家在與其他囚犯死鬥後生存下來而被錄用，因此獲得重生賜名“唐斬”，成為了魏忠賢手下一名心狠手辣的殺手，也結交了殺手同僚王寇為好友，唐斬也經常教年輕的王寇如何當一個好殺手。
唐斬屢立“功勳”，魏忠賢大為讚賞。樹大招風，他卻因此遭到另一名殺手宋中的嫉恨。唐斬因為一次殺人行動中，偶爾看見了曾經心愛的路遙，信念動搖導致行動失敗告終，而他也為此逃離魏忠賢、隨路遙到她居住的村莊隱居，在純樸村莊生活的其間唐斬慢慢找回了人性與善性。
魏忠賢得知唐斬背叛很是生氣，派出宋中追殺唐斬，唐斬殺死宋中後為了避免村莊被打擾主動離開，回到魏忠賢手下。魏忠賢派王寇與唐斬去刺殺李公公，暗令王寇伺機除去有背叛紀錄的唐斬，李公公被唐斬所殺後唐王兩人相約去喝酒，酒席間王寇率先發難，但最終不敵唐斬被反殺，殺死王寇的唐斬決定洗心革面、剃了光頭前去行刺魏忠賢，與魏忠賢鏖戰數回後將其一刀兩斷瀟灑離開。最後唐斬回到路遙的村莊成為守村人，平靜的度過餘生。

## 制作人員
導演
- 鍾少雄

編劇
- 司徒慧焯
- 張炭

武術指導
- 董瑋
- 江道海

監製
- 陳勇

## 演員
- 張豐毅 飾演 唐保家（唐斬）
- 關之琳 飾演 阿遙
- 莫少聰 飾演 王寇
- 張光北 飾演 宋中
- 倪大紅 飾演 魏忠賢
- 宋戈
- 趙軍
- 刁小小（童星）

## 外部連結
- 香港影庫上《刺客新傳之殺人者唐斬》的資料（繁體中文）
- 互联网电影数据库（IMDb）上《刺客新傳之殺人者唐斬》的资料（英文）
- 豆瓣电影上《刺客新傳之殺人者唐斬》的資料 （简体中文）